# Paulo Antonino Mascarenhas Roxo
Dom Paulo Antonino Mascarenhas Roxo, OPraem (São Geraldo, 12 de junho de 1928 — São Paulo, 1 de junho de 2022) foi um sacerdote e bispo da Diocese de Mogi das Cruzes entre 1990 e 2004.

## Biografia
Religioso da Ordem Premonstratense (Opraem), professou os votos em 2 de fevereiro de 1952 e foi ordenado sacerdote no mesmo ano, em 20 de agosto, em Pirapora do Bom Jesus, São Paulo, pelo então bispo-auxiliar da Arquidiocese de São Paulo, Dom Paulo Rolim Loureiro (depois nomeado como primeiro bispo da Diocese de Mogi das Cruzes).
Em 7 de dezembro de 1989, foi nomeado bispo para a Diocese de Mogi das Cruzes. A ordenação episcopal aconteceu no dia 28 de janeiro de 1990, em Jaú, tendo como Sagrante Dom Carlo Furno, arcebispo titular de Abari e núncio apostólico no Brasil na época. Escolheu como lema episcopal “Ficai conosco, Senhor” (Lc 24,29).
A posse canônica como terceiro bispo da Diocese de Mogi das Cruzes foi realizada no dia 11 de fevereiro de 1990, no Ginásio de Esportes da Universidade Braz Cubas.
Após quatorze anos de episcopado, pediu renúncia ao atingir o limite de idade, a qual foi oficializada pelo papa em 4 de agosto de 2004. Substituiu-lhe o então bispo-auxiliar da Diocese de Santo André, Dom Airton José dos Santos.

### Morte
Paulo morreu no dia 1º de Junho de 2022 aos noventa e três anos de idade no Hospital Osvaldo Cruz em São Paulo. O bispo passou por duas cirurgias nos dias 19 e 31 de maio de 2022 para saturar obstrução intestinal. Em função dos procedimentos cirúrgicos e da idade avançada os rins e o coração ficaram debilitados, levando-o ao óbito.Sua sepultura está localizada na Catedral Santana - Mogi das Cruzes.